# Kelhasan
Kelhasan (kurdiska: Kelhesen) är en kommun i provinsen Konya i Turkiet (centrala Anatolien). Kelhasan tillhör distrikten Cihanbeyli och majoriteten av befolkningen är kurder. 
Kelhasan ligger på nordvästra delen av Cihanbeyli och avståndet till huvuddistriktet är 40 km. Från och med 2012 är invånartalet 1 576. 
Man tror att äldsta bosättningarna är daterade till 1750-talet och grundandet skedde på den tiden. Det är dock inte känt exakt var och varför bosättarna anlände till platsen Kelhasan ligger idag, men det finns två antaganden: Enligt första antagandet, på 1750-talet, var att Kelhasan och hans släkt levde i exil i distriktet Silvan i Diyarbakir och distriktet Kahta i Adiyaman. För att hindra Ottomanska upplopp där var 50% av människorna som bodde där distribueras till centrala Anatolien (Konya, Kayseri, Yozgat, Isparta, Aksaray, Kırşehir) och andra städer. Ett annat rykte av det ottomanska riket var att Kelhasan och hans släkt emigrerade själv till området Kelhasan ligger idag. 
I dagsläget är antalet hushåll cirka 500, minst en person från varje hushåll har nära anhörig bosatta utomlands. Cirka 80 hushåll i Kelhasan flyttat till storstaden Konya av ekonomiska skäl och utbildning.
Som i alla andra kommuner och byar runtomkring Cihanbeyli är näringar baserade på jordbruk och boskapsskötsel i Kelhasan. Korn och vete produceras oftast. Kommunen får cirka 65% intäkter från kommunens själva befolkningen som är arbetare utomlands. De unga befolkningen som inte har möjlighet att ta sig till utomlands försörjer dem sig med familjen att arbeta inom jordbruk.